# Stratocles stabilinus
Stratocles stabilinus är en insektsart som först beskrevs av John Obadiah Westwood 1859.  Stratocles stabilinus ingår i släktet Stratocles och familjen Pseudophasmatidae. Inga underarter finns listade i Catalogue of Life.